# Castagniers
Castagniers (in italiano, desueto, Castagneri, e in occitano Castanhiers) è un comune francese di 1 674 abitanti (al 1º gennaio 2022) abitanti situato nel dipartimento delle Alpi Marittime della regione della Provenza-Alpi-Costa Azzurra.

## Geografia fisica
Questo piccolo villaggio dell'entroterra di Nizza, che prende il suo nome da un castagno secolare che offriva un riparo ai viaggiatori, è molto ampio. Tale piccolo territorio si trova al centro di un paesaggio di colline boscose, e si compone di diverse frazioni. La sua parte più antica, il quartiere denominato Le Masage, con strade acciottolate e passaggi a volta, data dal 1870.

## Storia
Castagniers fu il feudo dei Borriglione fino alla Rivoluzione francese. Il comune, fin dal 1388, ha seguito, con tutta la contea di Nizza, le vicende storiche prima della Contea di Savoia e del Ducato di Savoia, e poi dopo il Congresso di Vienna, dal 1815 al 1860, le sorti del Regno di Sardegna-Piemonte, per essere poi annesso alla Francia.
Nel 1874, il paese, così come il comune di Colomars, si distaccano da quello di Aspremont, a richiesta della popolazione, e divengono perciò due comuni indipendenti.

## Società

### Evoluzione demografica
Abitanti censiti